# Paul Alfons von Metternich-Winneburg
Paul Alfons von Metternich-Winneburg (26. května 1917 Vídeň – 21. září 1992 Ženeva) pocházel z rodu Metternichů (byl pravnukem rakouského kancléře Klemense Metternicha) a byl prezidentem FIA.

## Život
Po ztrátě veškerého majetku v Československé republice se uchýlil na své rodové sídlo Johannisberg v Hesensku (vinařská oblast Rheingau). Kníže Paul Alfons se věnoval pěstování vinné révy a jeho sekt „Kníže Metternich“ prodává vinařský podnik Henkell & Co.
Jako automobilový závodník startoval také na závodech Rallye Monte Carlo nebo 24 hodin Le Mans. Od roku 1960 stál v čele německého autoklubu a od roku 1975 do roku 1985 světového automobilového svazu FIA. V Řádu svatého Lazara byl v letech 1976 až 1992 prvním velkobaillim pro Německo. V roce 1979 mu byl propůjčen Záslužný řád Spolkové republiky Německo 1. třídy a v roce 1990 Velký spolkový záslužný kříž (Große Bundesverdienstkreuz). Zemřel v Ženevě dne 21. září 1992 na cirhózu jater.
Jeho manželka Tatiana se po smrti svého muže stala poslední představitelkou rodu Metternich-Winneburg a druhým velkobailim pro Německo, proto měl také Řád svatého Lazara své německé sídlo na Johannisbergu. Zemřela 26. července 2006 na zámku Johannisberg a vzhledem k tomu, že manželství zůstalo bezdětné, stal se dědicem jejího osobního majetku Alvaro de Salinas, nejstarší vnuk její sestry Marie.